# Indre Sorokaite
Indre Sorokaite (Kaunas, 2 luglio 1988) è una pallavolista lituana naturalizzata italiana, schiacciatrice del Pinerolo.

## Biografia
Nata a Kaunas, in Lituania, da una famiglia di vocazione sportiva, inizia a praticare la pallavolo seguendo la strada della madre. Si trasferisce in Italia all'età di 14 anni per poi ottenerne la cittadinanza nel 2013. È la sorella maggiore del cestista Paulius Sorokas.

## Caratteristiche tecniche
Gioca indifferentemente come schiacciatrice e come opposto.

## Carriera

### Club
La carriera di Indre Sorokaite ha inizio nel 2003, tra le file del Montesilvano, in serie B2. Un anno dopo viene ingaggiata in serie A2 dal Castelfidardo, dove resta per due stagioni. Nella stagione 2006-07 fa il suo esordio in serie A1, con la maglia del Bergamo: il sodalizio col club lombardo dura per tre stagioni, durante le quali si aggiudica per due volte la Champions League e una volta la Coppa Italia. Nella stagione 2009-10 passa al Chieri (diventato poi Chieri Torino), in Serie A2, club con il quale conquista la promozione in massima serie e dove resta fino al mese di dicembre 2012, quando viene ceduta per la seconda parte dell'annata all'Azərreyl, nella Superliqa azera.
Nel campionato 2013-14 gioca per le Denso Airybees, nella V.Challenge League giapponese, ottenendo la promozione in V.Premier League. Nel campionato seguente ritorna in Italia, ingaggiata per un biennio dal River di Piacenza, con cui vince la Supercoppa italiana 2014, mentre nell'annata 2016-17 si trasferisce al San Casciano, dove milita per un triennio. Per la stagione 2019-20 veste la maglia dell'Imoco di Conegliano, sempre in Serie A1, con cui si aggiudica la Supercoppa italiana 2019 e il campionato mondiale per club 2019 e la Coppa Italia 2019-20. Nella stagione seguente fa una nuova esperienza in Giappone, questa volta in V.League Division 1 con le Toyota Queenseis.
Fa ritorno nella massima divisione italiana nel campionato 2021-22, rientrando in forza al San Casciano, ma a metà annata si trasferisce alla Savino Del Bene, sempre in Serie A1, con cui vince una Challenge Cup e una Coppa CEV. Nella stagione 2023-24 si trasferisce al Pinerolo, sempre in massima serie e al termine dell'annata fa una breve esperienza in Indonesia, disputando per qualche settimana la Proliga con il Jakarta Elektrik PLN, prima di essere sostituita dal club; nella stagione seguente torna in forza alla formazione piemontese. 

### Nazionale
Nel giugno 2013, dopo aver ottenuto la cittadinanza italiana, esordisce nella nazionale italiana. Con le azzurre conquista la medaglia d'argento al World Grand Prix 2017 e quella di bronzo al campionato europeo 2019.

## Palmarès

### Club
- Coppa Italia: 2

2007-08, 2019-20
- Supercoppa italiana: 2

2014, 2019
- Campionato mondiale per club: 1

2019
- Champions League: 2

2006-07, 2008-09
- Coppa CEV: 1

2022-23
- Challenge Cup: 1

2021-22

### Nazionale (competizioni minori)
- Montreux Volley Masters 2019